# Burna-Buriasz II
Burna-Buriasz II (kas. Burna-Buriaš, tłum. „sługa boga Buriasza” lub „sługa Pana kraju”) – król Babilonii z dynastii kasyckiej, panujący w latach ok. 1359–1333 p.n.e.

Babilonia za panowania Kasytów.

Prowadził bardzo intensywną politykę zagraniczną znaną dzięki odkryciu archiwum w Tell el-Amarnie. Zawierało ono korespondencję faraonów z władcami Wschodu. Z tych dokumentów wynika, że kasycki król usilnie zabiegał na dworze egipskim o nieuznawanie samodzielności Asyrii, która oswobodziła się w XIV w. p.n.e. spod panowania Mitanni, a także o pomoc przeciwko temu państwu. W momencie nawiązania przez Aszur-uballita I korespondencji dyplomatycznej z faraonem (w archiwum w Tell el Amarna zachowały się 2 listy) Burna-Buriasz II pytał:
 Co się zaś tyczy moich asyryjskich wasali, to nie ja ich do ciebie przysłałem. Dlaczego udali się do twojego kraju bez stosownego pozwolenia? Jeśli dochowujesz mi wierności, nie będą negocjować żadnych spraw. Odeślij ich z pustymi rękami
Z listów wyłania się też inny obraz króla kasyckiego, gdy na przykład prosi faraona o przysłanie swojemu bratu trochę złota bądź innych upominków, co może świadczyć o małostkowości króla.
Burna-Buriasz II nie mogąc zapobiec uznaniu Asyrii jako niezależnego państwa, ożenił swego syna Kara-indasza z córką Aszur-uballita II, Muballitat-Szeruą.